# Myoictis leucura
El dasiuro de cola blanca (Myoictis leucura) es una especie de marsupial dasiuromorfo de la familia Dasyuridae endémica de Nueva Guinea.

## Distribución
Cara sur de la Cordillera Central de Nueva Guinea, entre los 650 y los 1000 m s. n. m.

## Faneróptica y anatomía
Pesa 200-230 g y mide 20-22 cm de longitud más 1-1,5 cm de cola. El dasiuro de cola blanca debe su nombre a la característica que lo diferencia de sus congéneres. En efecto, esta especie tiene el extremo de la cola blanco, y largos pelos a ambos lados de la misma que van decreciendo en longitud a medida que se acercan al ápice. La hembra tiene cuatro pezones.